# Belägringen av Kraków (1657)
Belägringen av Kraków ägde rum mellan juli och augusti 1657 under Karl X Gustavs polska krig. Den kungliga staden Kraków, som under två år varit ockuperad av en svensk-transsylvansk garnison under befäl av Paul Wirtz och János Bethlen, belägrades av den polska armén under hetman Jerzy Lubomirski, understödda av tysk-romerska trupper under befäl av den österrikiske fältmarskalken Melchior von Hatzfeldt.